# Vier-Evangelisten-Kirche (Arriach)

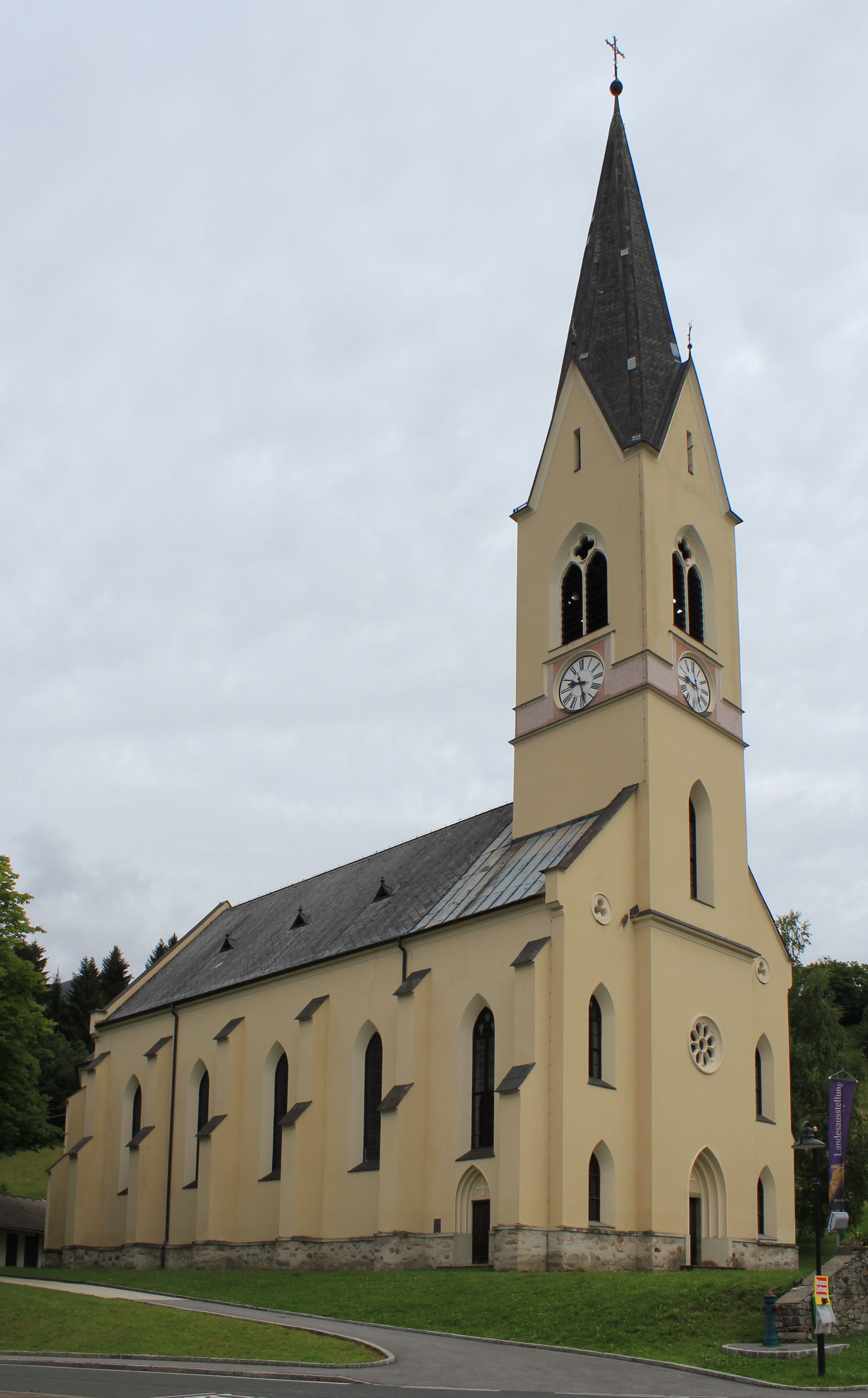

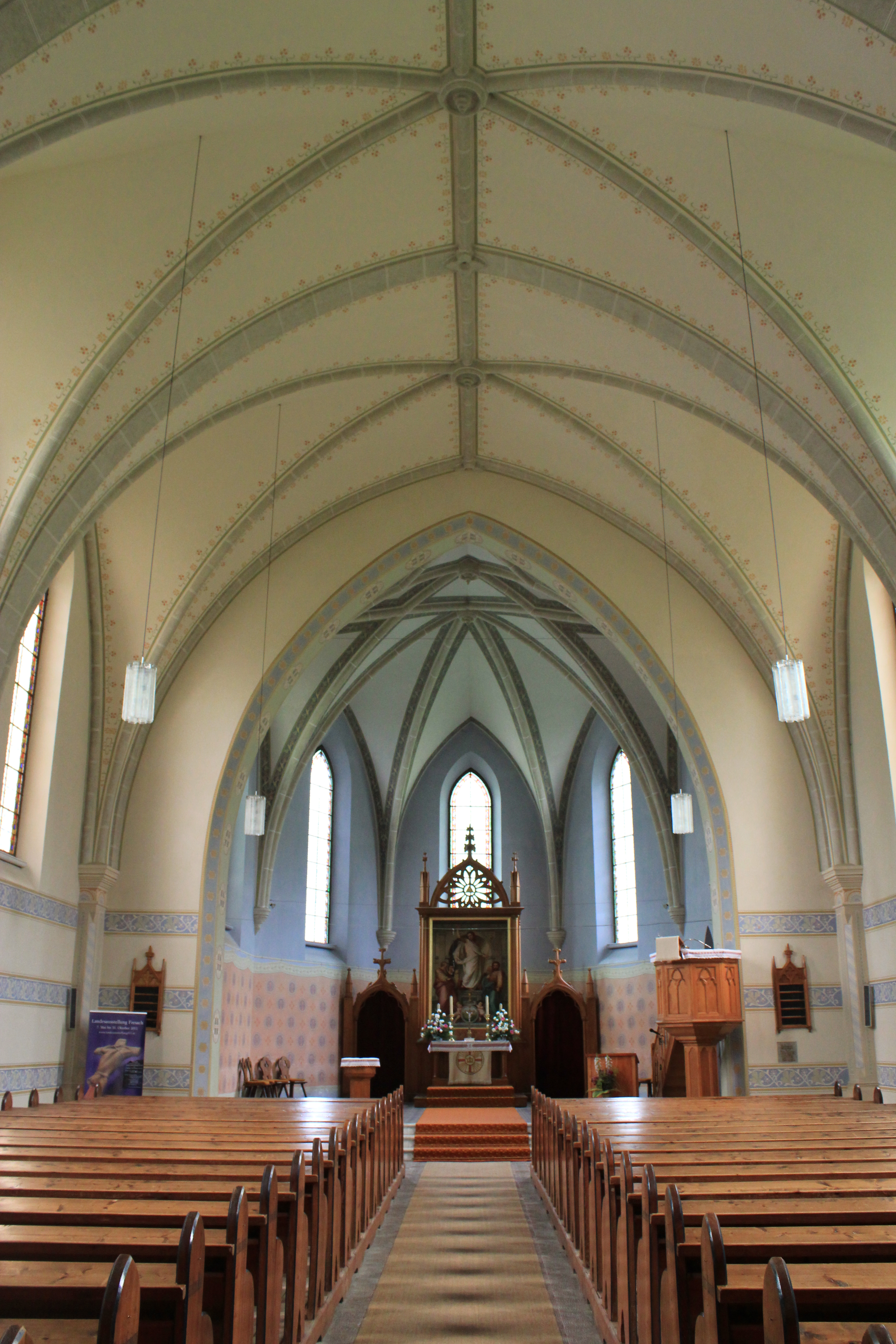

Die etwa 650 Menschen fassende Vier-Evangelisten-Kirche in Arriach ist das größte evangelische Kirchengebäude Kärntens.

## Geschichte
In Arriach bildete sich nach dem Erlass des Toleranzpatentes die erste Toleranzgemeinde in Kärnten. Die Bedeutung dieser evangelischen Gemeinde zeigt sich darin, dass Arriach von 1895 bis 1903 Sitz der Wiener Superintendentur war. Josef Winkler, der damalige Pfarrer, war für alle Evangelischen in Wien, Niederösterreich, Steiermark und Kärnten zuständig.
Ein erstes hölzernes Bethaus wurde 1781 errichtet. Dieses wurde schon 1785 durch ein steinernes Gebäude ersetzt, das sich bis 1912 an der Stelle des heutigen Feuerwehrhauses befand. Johann Colombo erbaute von 1903 bis 1907 die heutige Kirche.

## Baubeschreibung
Die Kirche ist ein gewesteter, neugotischer Bau mit eingezogenem Chor und zweifach gestuften Strebepfeilern. Der mit einem Pyramidenhelm bekrönte Turm ist der Ostfassade leicht vorgestellt. Über dem vierjochigem Langhaus erhebt sich ein Kreuzrippengewölbe, über dem Chor mit Polygonalschluss ein Sternrippengewölbe. Die Schablonenmalereien im Chor wurden 1982 restauriert.

## Einrichtung
Die heutige Einrichtung entstand 1907. Altar, Kanzel und Taufstein fertigte die Kunstanstalt Julius Aßmann in Lüdenscheid. Der Altar mit Opfergangsportalen trägt ein Altarbild mit dem auferstandenen Christus, umgeben von den vier Evangelisten. Diese Kopie des Gemäldes von Fra Bartolomeo malte 1907 J. Plammer. Das Kirchengestühl stammt von Josef Kerschbaumer.

### Orgel
Die Arriacher Vier-Evangelisten-Kirche erhielt 1907 eine Orgel aus der Werkstatt des Orgelbauers Karl Neusser aus Neutitschein in Mähren. Das Instrument weist die folgende Disposition auf:
| I Manual C– |             |       |
| 1.          | Principal   | 8′    |
| 2.          | Bourdon     | 8′    |
| 3.          | Salizional  | 8′    |
| 4.          | Oktave      | 4′    |
| 5.          | Superoktave | 2′    |
| 6.          | Mixtur IV   | 2 ⁄3′ |

| II Manual C– |            |    |
| 07.          | Gemshorn   | 8′ |
| 08.          | Gedeckt    | 8′ |
| 09.          | Äoline     | 8′ |
| 10.          | Fugara     | 4′ |
| 11.          | Zimbel III | 1′ |

| Pedal C–d1 |               |     |
| 12.        | Prinzipalbass | 16′ |
| 13.        | Subbass       | 16′ |
| 14.        | Bassflöte     | 08′ |
| 15.        | Cellobass     | 08′ |

- Koppeln: II/I, II/P, I/P, Suboktavkoppel II/I, Superoktavkoppel II/I, Oktavkoppel